# Norrbyn, Umeå kommun
Norrbyn är en by i Hörnefors socken i Umeå kommun vid kusten av Bottenviken. Det är en gammal fiskeby 4 mil söder om Umeå i nordöstra Ångermanland. Norrbyn är en del av Hörnefors socken, men var före 1914 en del av Nordmalings socken och kommun.
I Norrbyn anlade Umeå universitet år 1985 en fältstation, som sedan 1989 har namnet Umeå marina forskningscentrum.
Från Norrbyn går sommartid färja till ögruppen Norrbyskär, ca tre kilometer österut.

## Befolkningsutveckling
| Befolkningsutvecklingen i Norrbyn 1960–2015   | Befolkningsutvecklingen i Norrbyn 1960–2015 | Befolkningsutvecklingen i Norrbyn 1960–2015 | Befolkningsutvecklingen i Norrbyn 1960–2015 | Befolkningsutvecklingen i Norrbyn 1960–2015 |
| --------------------------------------------- | ------------------------------------------- | ------------------------------------------- | ------------------------------------------- | ------------------------------------------- |
|                                               |                                             |                                             |                                             |                                             |
| År                                            |                                             |                                             | Folkmängd                                   | Areal (ha)                                  |
| 1960                                          | 1960                                        |                                             | 274                                         |                                             |
| 1965                                          | 1965                                        |                                             | 234                                         |                                             |
| 1990                                          | 1990                                        |                                             | 153                                         | 32#                                         |
| 1995                                          | 1995                                        |                                             | 175                                         | 35#                                         |
| 2000                                          | 2000                                        |                                             | 176                                         | 35#                                         |
| 2005                                          | 2005                                        |                                             | 178                                         | 35#                                         |
| 2010                                          | 2010                                        |                                             | 163                                         | 35#                                         |
| 2015                                          | 2015                                        |                                             | 182                                         | 65#                                         |
| Anm.: Upphörde som tätort 1970. # Som småort. |                                             |                                             |                                             |                                             |